# Hocus Pocus (chanson)

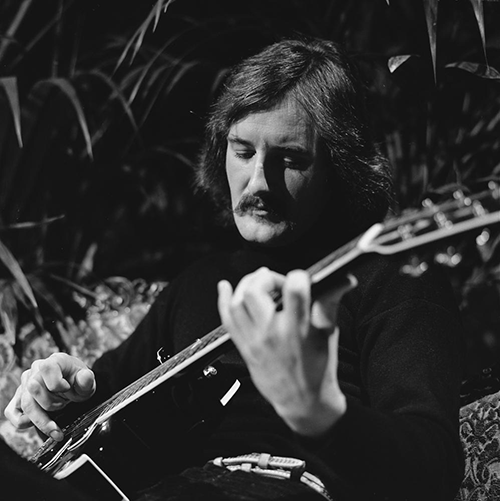
Jan Akkerman.

Hocus Pocus est une chanson de 1971 de l'album Moving Waves, le deuxième du groupe de rock progressif néerlandais Focus. Elle a été écrite par le guitariste Jan Akkerman et le flûtiste-claviériste Thijs van Leer.
Une version modifiée a été publiée en tant que single (avec "Janis" en face B) avec les labels Imperial Records, Polydor et Blue Horizon en Europe en 1971,,,, mais elle n'est pas arrivée dans les classements au Royaume-Uni avant 1973. Un ré-enregistrement plus rapide, Hocus Pocus 2, est sorti comme single (avec la "House of the King" en face B) en Europe en 1972. "Hocus Pocus" c/w "Hocus Pocus II" [sic] est sorti comme single avec le label Sire Records aux États-Unis et au Canada en 1973,.
Hocus Pocus a atteint la 20e place du classement au Royaume-Uni, la 18e au Canada, et la 9e aux États-Unis pendant le printemps et l'été de 1973. Il est entré de nouveau dans le classement britannique à la 57e place le 6 juin 2010, après avoir été longuement présenté dans émission américaine The Chris Moyles Show, et dans un spot TV Nike diffusé lors de la Coupe du Monde FIFA 2010. 
La chanson a été reprise par The Vandals, et a figuré dans leur premier album, When in Rome Do as The Vandals, en 1984.

## Description
Hocus Pocus prend la forme d'un rondo, alternant entre un puissant accord riff de rock avec de courts solos, et puis divers "versets" solo (tous réalisés dans le morceau original par Thijs van Leer), qui incluent du yodel, de l'orgue, de l'accordéon, du scat, des riffs de flûte, et des sifflements. La version single est significativement modifiée par rapport à la version album.
Hocus Pocus 2, appelé parfois Hocus Pocus - U.S. Single Version, est une version légèrement plus rapide avec des éléments funk et des rythmes ajoutés. Il est sorti comme single en Europe, et était la face B de l'édition américaine de "Hocus Pocus". Lors d'une performance live, Focus pouvait jouer Hocus Pocus encore plus vite.

## Utilisation dans les médias
TNT a utilisé la chanson comme introduction à la partie 3 des Quarts de finale de la Eastern Conference entre les Atlanta Hawks et les Detroit Pistons, ainsi qu'à la partie 4 des Quarts de finale de la Eastern Conference entre les Suns de Phoenix et les Seattle SuperSonics pendant les Playoffs NBA 1997. La chanson est récemment passée sur la série HBO Vinyl. La compagnie de disques American Century Records déclare l'avoir sortie dans la série.
La chanson a également été utilisé dans la série britannique d'automobile Top Gear lors d'une course de The Stig, lors de l'épisode 1 de la saison 6, testant une Mercedes-Benz CLS55 AMG ; elle a été utilisée au générique de la deuxième saison de la sitcom Saxondale de la BBC ; dans le film The Stone Age ; en 2008 dans la publicité de McDonald's promouvant le site web de Line Rider ; en 2010, dans la publicité de Nike lors de la Coupe du Monde de Football, intitulée Write the Future ; dans la troisième saison de la série My Name is Earl  dans l'épisode intitulé Early Release, quand Earl est confiné à l'isolement ; et en 2008 dans la série Supernatural dans l'épisode Ghostfacers. La chanson a récemment été reprise comme sample pour le single de J. Cole Blow Up (2010).
Hocus Pocus 2 a été inclus dans le jeu GuitarFreaks and DrumMania V5 Rock to Infinity et a également été utilisé dans le remake de 2014 de Robocop au cours d'un essai à balles réelles des capacités de feu de Robocop contre un grand nombre de drones et le personnage de Mattox.
Les Cincinnati Reds ont utilisé un échantillon de la chanson comme musique de générique d'ouverture pour la saison 1973 qui a diffusé des clips de 1972 de la National League Championship Series.
La chanson a également été utilisée en 2013 dans le documentaire 1. Dans ce film sur les courses de Formule 1, elle a été la chanson de fond pour les images à l'intérieur de la voiture de Ayrton Senna se qualifiant au Grand Prix de Monaco.
La chanson a été particulièrement mise en valeur dans une scène de fusillade et course-poursuite du film Baby Driver (2017).